# Sigilla
Sigilla (лат.) — род ос-немок из подсемейства Myrmillinae.

## Описание
Палеарктика (2 вида): Северная Африка и Европа. У самцов 13-члениковые усики, у самок — 12-члениковые. Самка осы пробирается в чужое гнездо и откладывает яйца на личинок хозяина, которыми кормятся их собственные личинки.

## Систематика
Относится к подсемейству Myrmillinae Bischoff, 1920.
- Sigilla angelae Suárez, 1958 — Алжир
- Sigilla dorsata (Fabricius, 1798) — Европа (Франция, Италия), Северная Африка (от Марокко до Египта)